# Комано Терме
Кома̀но Тѐрме (на италиански: Comano Terme, на местен диалект: Comàn, Коман) е община в Северна Италия, автономна провинция Тренто, автономен регион Трентино-Южен Тирол. Разположена е на 400 m надморска височина. Населението на общината е 2986 души (към 2015 г.).
Общината е създадена в 1 януари 2010 г. Тя се състои от двете предшествуващи общини Бледжо Инфериоре и Ломазо, които сега са най-важните центрове на общината. Административен център на общината е село Понте Арке (на италиански: Ponte Arche).